# Stefano Della Casa
Stefano Della Casa, également connu sous le pseudonyme Steve Della Casa, est un critique de cinéma italien, né le 25 mai 1953 à Turin. Il a également été directeur artistique de plusieurs festivals. Il a aussi réalisé quelques documentaires et a joué des petits rôles dans quelques films.